# Cicurina breviaria
Cicurina breviaria är en spindelart som beskrevs av Bishop och Crosby 1926. Cicurina breviaria ingår i släktet Cicurina och familjen kardarspindlar. Inga underarter finns listade i Catalogue of Life.